# LINC
De LINC (Laboratory INstrument Computer) is een 12-bits transistorcomputer uit 1962 met een geheugen van 2048 woorden. De LINC wordt door sommigen beschouwd als de eerste minicomputer en een voorloper van de personal computer. De machine heette oorspronkelijk de Linc, wat de oorsprong van het project suggereert in het Lincoln Laboratory van het MIT, maar werd omgedoopt tot LINC nadat het project verhuisde van het Lincoln Laboratory naar het Center Development Office van het MIT. De LINC is ontworpen door Wesley A. Clark en Charles Molnar.

## Ontwerp

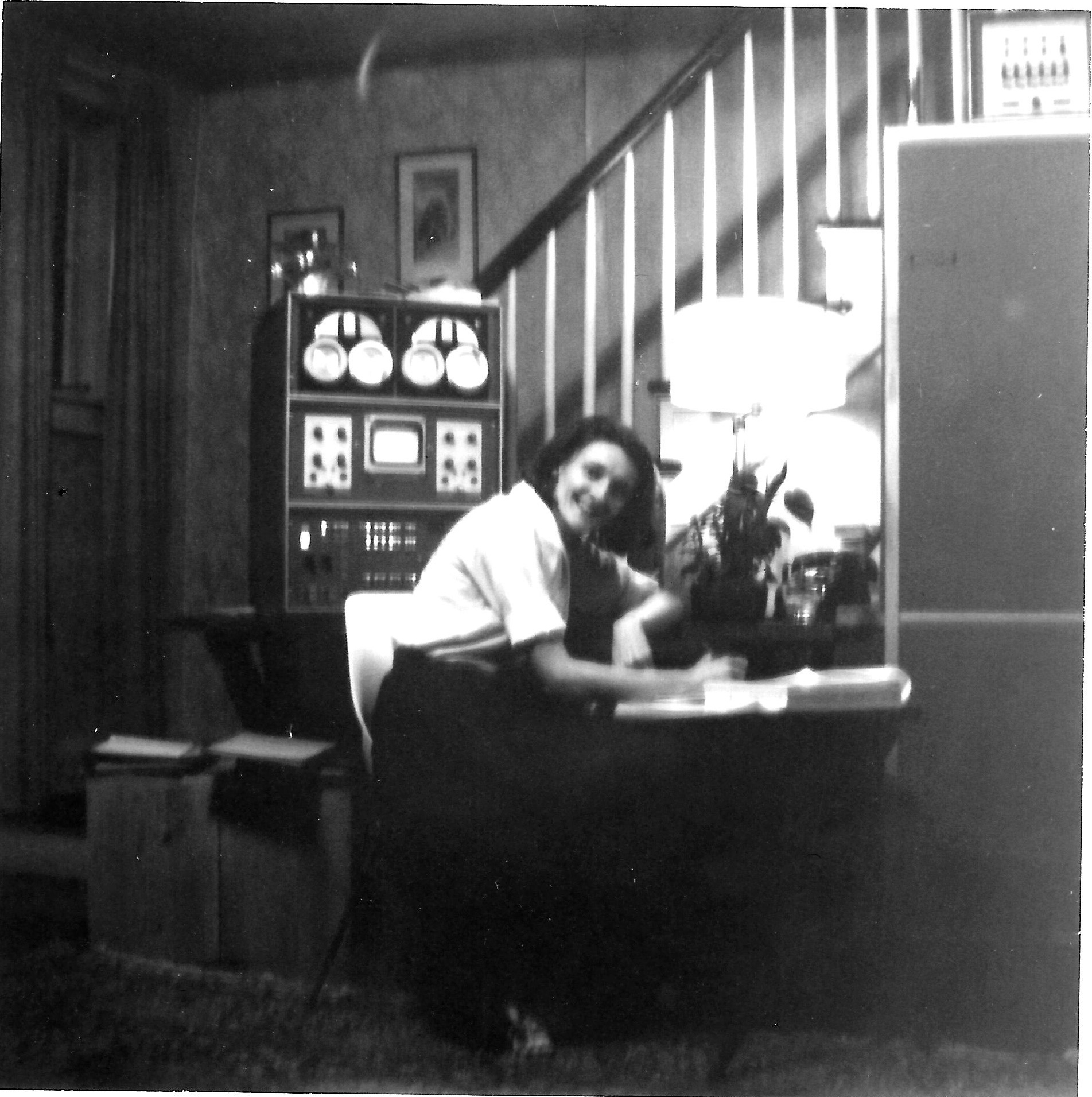
Mary Allen Wilkes met de LINC-computer thuis (1965)

De LINC en andere "MIT"-machines zijn ontworpen bij het MIT en uiteindelijk gebouwd door Digital Equipment Corporation (DEC) en Spear Inc. (later een divisie van Becton, Dickinson and Company). Een typische configuratie omvatte een gesloten 20 inchrek, vier behuizingen (een behuizing met twee tapedrives, een behuizing met oscilloscoop en invoerknoppen, een bedieningsconsole en een dataterminalinterface) en een toetsenbord.
De LINC was uitermate geschikt voor laboratoriumexperimenten omdat analoge in- en uitgangen deel uitmaakten van het basisontwerp. Het ontwerp van de LINC bevond zich in het publieke domein, een tiental LINC-computers werden geassembleerd door hun toekomstige eigenaars tijdens een zomerworkshop aan het MIT in 1963. Vanaf 1964 produceerde Digital Equipment Corporation (en later Spear Inc.) een commerciële variant.
Er werden in totaal 50 exemplaren gebouwd (allemaal met behulp van DEC-systeemmodules en -kasten), waarvan de meeste bij het MIT voor NIH-onderzoekers. DEC verkocht 21 exemplaren van het productieontwerp tussen 1962 en 1969 voor de prijs van US$ 43.600 per stuk (equivalent aan US$ 439.000 in 2023). Het productieontwerp bestond uit twee metalen behuizingen met daarin dezelfde instrumenten: aan de linkerkant een oscilloscoop van Tektronix boven de bedieningsconsole, aan de rechterkant een ruimte voor interfaces en twee LINCtape-drives, en een stevig toetsenbord ertussen.
De standaard ontwikkelingssoftware (een assembler/editor) is ontworpen door Mary Allen Wilkes. De laatste versie heette LAP6 (LINC Assembly Program 6).

## LINCtape
Een opmerkelijk onderdeel van de LINC was de LINCtape. Het was een fundamenteel onderdeel van het ontwerp en geen optioneel randapparaat: het besturingssysteem van de machine was ervan afhankelijk. De LINCtape is te vergelijken met een trage lineaire diskette. De tapedrives op de mainframes van die tijd sloegen grote hoeveelheden gegevens op, hadden minuten nodig om van begin tot eind te spoelen, maar konden de aanwezige gegevensblokken niet op betrouwbare wijze bijwerken. Daarentegen was de LINCtape een klein, wendbaar apparaat dat ongeveer 400K kon opslaan en een spoor met vaste formattering had waardoor gegevens herhaaldelijk naar dezelfde locaties konden worden gelezen en herschreven. De LINCtape had minder dan een minuut nodig om van het ene uiteinde naar het andere te spoelen. De magneetband was geformatteerd in blokken van vaste grootte en werd gebruikt voor een directory- en bestandssysteem. Eén enkele hardware-instructie kan in één bewerking meerdere tapeblokken zoeken en vervolgens lezen of schrijven.
Omdat een basisuitvoering van de LINC een werkgeheugen van slechts 1024 12-bits woorden had (en de grote, uitgebreide LINC slechts 2048 woorden), waren de normale activiteiten sterk afhankelijk van swappen van en naar LINCtape. Digital bracht later een soortgelijk ontwerp op de markt onder de naam DECtape.
LINCtape staat ook bekend om zijn betrouwbaarheid, die hoger was dan die van de diskettes die het vervingen. LINCtape bevatte een zeer eenvoudige vorm van redundantie: alle gegevens werden op twee locaties op de magneetband gedupliceerd. Hierdoor was een beschadigde magneetband vaak nog steeds perfect leesbaar.

## LINC-8 en PDP-12
In 1965 introduceerde DEC de tweede generatie LINC: de LINC-8. Dit was een combinatie van de PDP-8 en de LINC in één behuizing. Tijdens het opstarten van de LINC-8 werd PROGOFOP (PROGram OF OPeration) geladen, een PDP-8-programma dat een interface had met de afzonderlijke LINC-hardware.
De derde generatie LINC kwam in 1969 op de markt als de PDP-12, een combinatie van de PDP-8/I en de LINC. De PDP-12 beschikte over een CPU met twee verschillende bedrijfsmodi, elk met zijn eigen instructieset, waardoor de CPU zowel LINC-code als PDP-8-code kon uitvoeren.
De laatste 12-bits laboratoriummachine van DEC, de LAB-8/E, bevatte geen LINC-instructieset meer.